# Hugo Houle
Hugo Houle (n. 27 septembrie 1990, Sainte-Perpétue⁠(d), provincia Québec, Canada) este un ciclist profesionist canadian, care concurează în prezent pentru Israel–Premier Tech, echipă licențiată UCI WorldTeam.

## Rezultate în Marile Tururi

### Turul Italiei
2 participări
- 2015: locul 113
- 2016: locul 72

### Turul Franței
4 participări
- 2019: locul 91
- 2020: locul 47
- 2021: locul 66
- 2022: locul 24, câștigător al etapei a 16-a

### Turul Spaniei
1 participare
- 2017: locul 115